# Nahj al-Balagha
Nahj al-Balagha (arabe : نهج البلاغة  ; Voie de l'éloquence) est le plus célèbre recueil de sermons, lettres, tafsirs et récits attribués à Ali, cousin et gendre de Mahomet. Il a été recueilli par Sharif Razi, un chercheur chiite du Xe siècle.

## Sujets
Nahj al-Balaghah comprend diverses questions qui couvrent les principaux problèmes de la métaphysique, la théologie, fiqh, tafsir, hadith, prophétologie, imamat, l'éthique, la philosophie sociale, l'histoire, la politique, l'administration, l'éducation civique, les sciences, la rhétorique, la poésie et la littérature. Le livre ne reflète pas seulement l'esprit de l'islam primitif et les enseignements du Coran et le prophète islamique Mahomet, mais aussi sert de guide pour traverser l'avenir à la lumière de ces enseignements.

## Introduction
Nahj al Balagha est une collection de 241 sermons, 79 lettres, et 489 énoncés. Le nombre de sermons, lettres et déclarations a varié de 238 à 241, de 77 à 79, et de 463 à 489, respectivement[citation nécessaire].

## Authenticité
Le livre est une œuvre littéraire destinée à démontrer l'éloquence d'Ali ibn Abi Talib. Il ne recueille pas tous les sermons d'Ali. Au lieu de cela, seuls les segments réputés posséder une plus grande valeur littéraire sont inclus. Quelques-uns sont seulement introduits. Une autre source des ouvrages de Muhammad Baqir al-Mahmoudi représente tous les discours existants d'Ali, des sermons, des décrets, des épîtres, des prières, et les paroles que l'on trouve dans Nahj al-Balagha. Ainsi, à l'exception des aphorismes, l'origine de tout le contenu de Nahj al-Balaghah a été déterminée.
Nahj al-Balagha a été consigné par al-Sharif al-Radi, un érudit du Xe siècle, plus de 300 ans après Ali. Jusque-là, les sermons avaient été transmis oralement entre les générations. La transcription a donc laissé la possibilité de faire plusieurs versions et pouvait amener une mauvaise interprétation. Il n'y a pas de chaîne de narration. Les dernières pages ont été laissées vides. Al-Sharif al-Radi prit la décision d'ajouter divers sermons entendus ici et là, sans en vérifier les sources, contrairement aux premiers compilateurs, qui examinaient leurs sources. Ainsi, Nahj al-Balagha n'a pas été considéré comme sahih (authentique ou correct) du point de vue des hadiths.
Plusieurs chercheurs ont tenté de retrouver les sources de différentes déclarations et lettres recueillies dans Nahj al-Balaghah, pour les relier aux œuvres compilées des siècles avant la naissance de Sharif Razi. Les recherches les plus minutieuses dans ce domaine ont été faites par un sunnite érudit indien, Imtiyaz Ali Arshi, qui est décédé en 1981. Il a réussi à faire remonter les premières sources de 106 sermons, 37 lettres et 79 énonciations dispersées au livre d'Ali ibn Abi Talib, Istinad-e Nahj al-Balaghah, écrit à l'origine en ourdou. Ce livre a été par la suite traduit en arabe en 1957, puis en anglais et en persan. Outre ce travail, d'autres méritent une mention spéciale comme Masadir Nahj al-Balaghah d'Abd al-Zahra al-Husseini al-Khatib, Ma huwa de Nahj al-Balaghah de Hibat al-Din al-Shahristani, l'introduction de Sayyid Ali al-Naqawi al-Nasirabadi à la traduction en ourdou de Nahj al-Balaghah par Mufti Jafar Husayn, un travail commun d'al-Sayyid al-Kazim Mohammadi et d'al-Shaykh Muhammad Dashti[pas clair]. Sayyid Mohammad Askari Jafery et Sayyid Ali Reza ont également traité de la question des sources de base de Nahj al-Balaghah dans les préfaces de leurs traductions respectives de l'ouvrage en anglais.

### Les chiites
La collection est considérée authentique par les chiites.

### Sunnites
Comme la majorité des œuvres posthumes de la théologie chiite ainsi que le sahih Muslim bukhari qui ont émergé des siècles après la vie de Mahomet, les chercheurs sunnites ne considèrent pas le Nahj al-Balagha comme authentique. Selon une source chiite, la première personne à soulever des doutes sur son attribution à Ali était Ibn Khallikan, un savant sunnite (m. 1211 / 1282).

### Traduction
- Nahj Al Balagha - La Voie de l'Eloquence (trad. Dr. Sayyid Attia Abul Naga, Groupe de spécialistes musulmans), nahjalbalagha.fr, 5 février 2014 (lire en ligne)
- Nahj al Balagha La voie de l'éloquence (trad. A. Obeid) (ISBN 9953-423-30-X, lire en ligne)